# Großschönau (Ausztria)
Großschönau osztrák mezőváros Alsó-Ausztria Gmündi járásában. 2018 januárjában 1211 lakosa volt.

## Elhelyezkedése

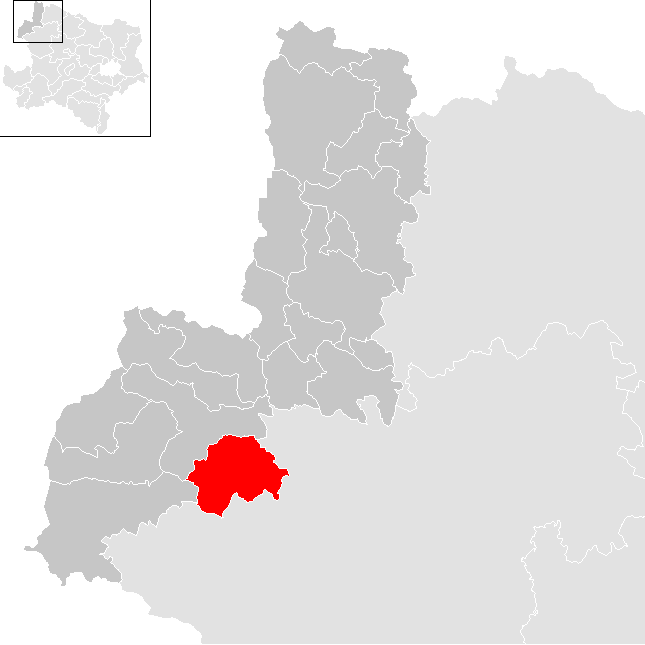
Großschönau a Gmündi járásban

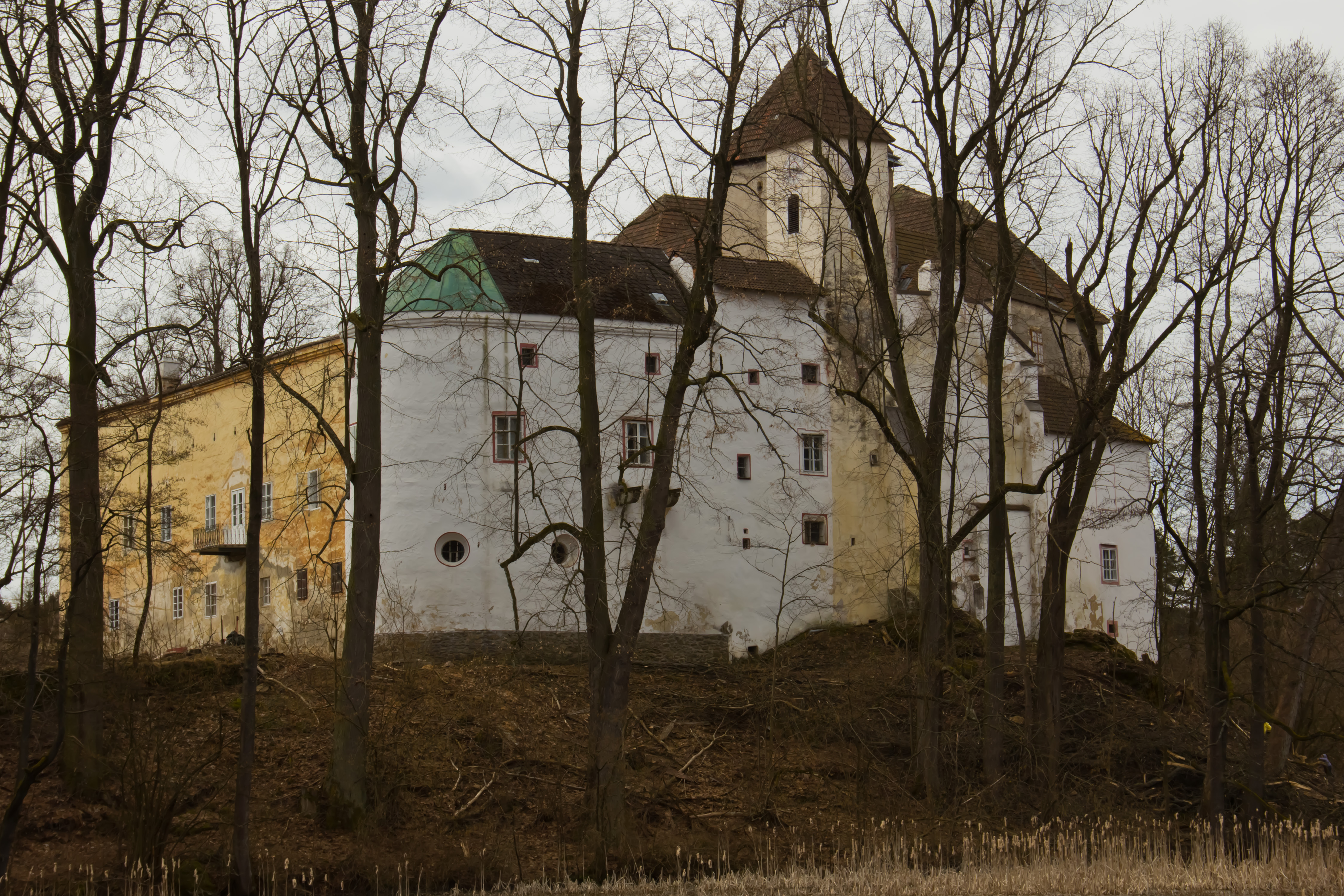
Engelstein kastélya

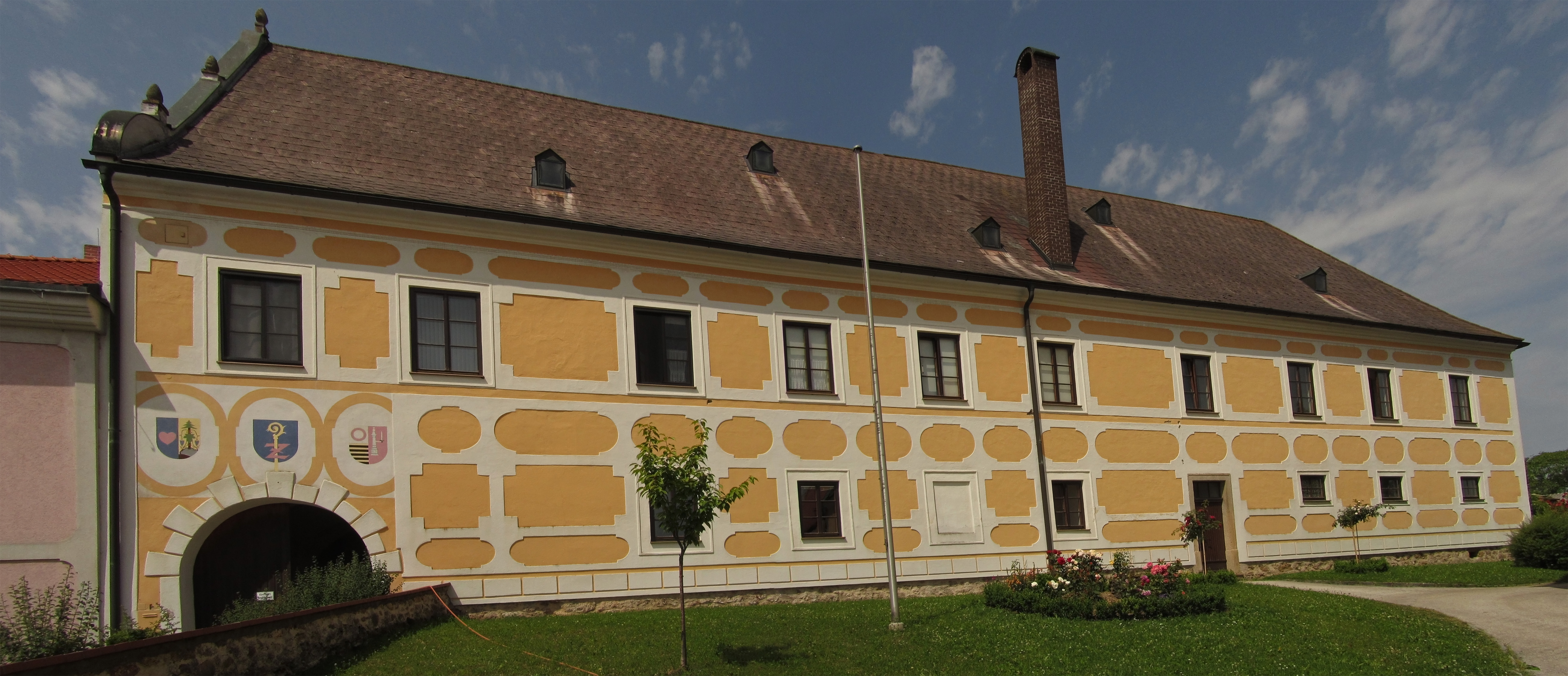
A plébánia

Großschönau Alsó-Ausztria Erdőnegyedének (Waldviertel) nyugati részén fekszik, a Purkenbach patak mentén. Területének 37%-a erdő. Az önkormányzat 13 települést egyesít: Engelstein (108 lakos 2018-ban), Friedreichs (71), Großotten (118), Großschönau (340), Harmannstein (104), Hirschenhof (27), Mistelbach (63), Rothfarn (76), Schroffen (54), Thaures (89), Wachtberg (32), Wörnharts (94) és Zweres (35). A kataszteri közösségek Engelstein, Friedreichs, Großotten, Großschönau, Harmannstein, Mistelbach, Rothfarn, Schroffen, Thaures, Wachtberg, Wörnharts és Zweres.
A környező önkormányzatok: nyugatra Bad Großpertholz, északra Weitra, északkeletre Schweiggers, délkeletre Zwettl, délre Groß Gerungs.

## Lakosság
A großschönaui önkormányzat területén 2018 januárjában 1211 fő élt. A lakosságszám 1880-ban érte el csúcspontját 1614 fővel, azóta többé-kevésbé csökkenő tendenciát mutat. 2015-ben a helybeliek 98,5%-a volt osztrák állampolgár; a külföldiek közül 1,1% a régi (2004 előtti), 0,3% az új EU-tagállamokból érkezett. 2001-ben a lakosok 93%-a római katolikusnak, 5,5% pedig felekezeten kívülinek vallotta magát.

## Látnivalók
- Engelstein kastélya a középkorban épült, de a 16. századtól kezdve több ízben átépítették. Kápolnája gótikus és barokk jegyeket mutat.
- a Szt. Leomhard-plébániatemplomot 1305-ben említik először. 1319-től a zwettli apátság felügyelte, 1332-ben plébániatemplomi státuszt kapott. Védőszentje eredetileg Szt. Lőrinc volt, amelyet 1478-ban Szt. Leonhardra változtattak. A 15. században a román épületet késő gótikus stílusban átépítették.
- a plébánia eredetileg a falu földesurainak, a Kuenringek felügyelőjének erődített lakhelye volt. Belső terében kora gótikus motívumok is találhatóak.
- Harmannstein Keresztelő Szt. János-temploma.
- a 19. században Tudor-stílusban épült, ún. Vadászház (Jägerhaus).
- az 1737-ben felállított pellengér.

## Fordítás
- Ez a szócikk részben vagy egészben  a   Großschönau (Niederösterreich) című német Wikipédia-szócikk ezen változatának fordításán alapul.  Az eredeti cikk szerkesztőit annak laptörténete sorolja fel. Ez a jelzés csupán a megfogalmazás eredetét és a szerzői jogokat jelzi, nem szolgál a cikkben szereplő információk forrásmegjelöléseként.